# 라이트 아웃 (2016년 영화)
《라이트 아웃》(Lights Out)은 2016년 공개된 미국의 공포 영화로, 다비드 F. 산드베리가 자신의 동명 저예산 공포 영화를 리메이크한 것이다. 여기에는 제임스 완, 에릭 하이저러 등이 참여하였으며, 테리사 파머, 게이브리얼 베이트먼, 빌리 버크, 마리아 벨로가 출연한다.

## 출연진
- 테리사 파머 - 리베카
  - 아미아 밀러 - 어린 리베카
- 얼리샤 벨라베일리 - 다이애나
  - 에이바 캔트렐 - 어린 다이애나
- 게이브리얼 베이트먼 - 마틴 오빠
- 알렉산더 디퍼시아 - 브렛
- 빌리 버크 - 폴
- 마리아 벨로 - 소피
  - 에밀리 앨린 린드 - 어린 소피
- 앤디 오쇼 - 에마
- 로랜도 보이스 - 앤드류
- 마리아 러셀 - 고메즈
- 엘리자베스 팬 - 간호사
- 로타 로스텐 - 에스터